# Clavius (kráter)

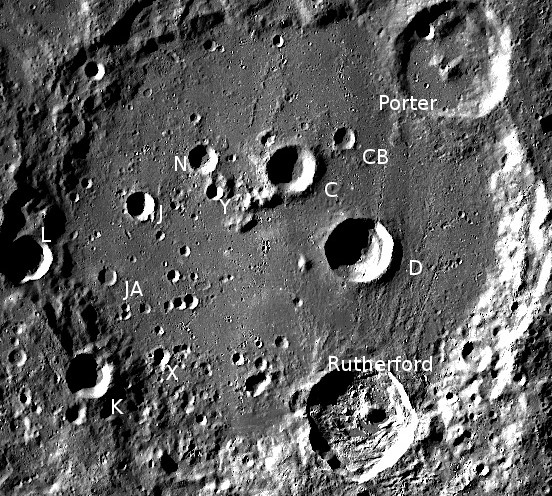
Kráter Clavius.

Kráter Clavius při pozorování ze Země. Je patrný vliv pozemské atmosféry.

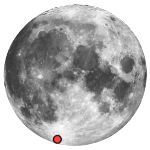
Poloha kráteru Clavius na přivrácené straně Měsíce.

Clavius je starý rozlehlý kráter typu valové roviny nacházející se v jižním sektoru přivrácené strany Měsíce. Je to třetí největší kráter na přivrácené polokouli. Má průměr 225 km.

## Popis
Jeho dno je relativně ploché, uvnitř se nachází několik dalších satelitních kráterů a také skupinka nevysokých středových vrcholků, které se nalézají mezi krátery Clavius C a Clavius N. Okrajový val je polygonálního (mnohoúhelníkového) tvaru a je rozrušen mnoha dalšími impakty, přičemž dva nejvýraznější krátery na okraji jsou Rutherfurd (jihovýchodní část valu) a Porter (severovýchodní část valu). Západní část narušují menší Clavius L a Clavius K.
Zajímavý je řetězec postupně se zmenšujících kráterů, který se stáčí proti směru hodinových ručiček a může posloužit jako test pro amatérské dalekohledy. Obsahuje krátery Rutherfurd (největší), Clavius D, Clavius C, Clavius N, Clavius J, Clavius JA (nejmenší).
Západně od Clavia leží kráter Scheiner, severozápadně Longomontanus (průměr 145  km), jihozápadně Blancanus, severovýchodně Maginus.

## Název
Pojmenován je podle německého matematika a astronoma Christophera Clavia.

## Satelitní krátery
V okolí kráteru se nachází několik dalších kráterů. Ty byly označeny podle zavedených zvyklostí jménem hlavního kráteru a velkým písmenem abecedy.
| Clavius | Sel. šířka | Sel. délka | Průměr |
| ------- | ---------- | ---------- | ------ |
| C       | 57.7° J    | 14.2° Z    | 21 km  |
| D       | 58.8° J    | 12.4° Z    | 28 km  |
| E       | 51.5° J    | 12.6° Z    | 16 km  |
| F       | 55.4° J    | 21.9° Z    | 7 km   |
| G       | 52.0° J    | 13.9° Z    | 17 km  |
| H       | 51.9° J    | 15.8° Z    | 34 km  |
| J       | 58.1° J    | 18.1° Z    | 12 km  |
| K       | 60.4° J    | 19.8° Z    | 20 km  |
| L       | 58.7° J    | 21.2° Z    | 24 km  |
| M       | 54.8° J    | 11.9° Z    | 44 km  |
| N       | 57.5° J    | 16.5° Z    | 13 km  |
| O       | 56.8° J    | 16.4° Z    | 4 km   |
| P       | 57.0° J    | 7.7° Z     | 10 km  |
| R       | 53.1° J    | 15.4° Z    | 7 km   |
| T       | 60.4° J    | 14.9° Z    | 9 km   |
| W       | 55.8° J    | 16.0° Z    | 6 km   |
| X       | 60.0° J    | 17.6° Z    | 7 km   |
| Y       | 57.8° J    | 16.0° Z    | 7 km   |